# Eurythemis (Tochter des Timandreus)
Eurythemis (altgriechisch Εὐρύθεμις Eurýthemis) ist eine weibliche Person der griechischen Mythologie.
Eurythemis war eine Tochter des Timandreus, die mit ihrer Schwester Kotto (bzw. Kottyto) den Herakliden bei deren Einfall in den Peloponnes half und daher Verehrung durch die Herakliden erhielt.